# 엑시큐셔너 (마블 코믹스)
엑시큐셔너(영어: Executioner)는 마블 코믹스의 슈퍼빌런 캐릭터이다. 본래 아스가르드인 스커지(Skurge)가 마법이 깃든 양날도끼를 들고 악당이 된 경우이다. 인챈트리스의 연인으로 대개 콤비로 등장하곤 하며, 속임수의 신 로키와도 종종 연합한다. 1964년 4월 《저니 인투 미스터리》 103호에 처음 등장했고, 스탠 리와 잭 커비가 공동 창작하였다. 영화 《토르: 라그나로크》(2017)에서는 칼 어번이 스커지를 연기한다.

## 담당 배우

### 영화
- 토르: 라그나로크(2017) - 칼 어번

## 담당 성우

### TV 애니메이션
- 슈퍼 히어로 스쿼드 쇼(2009) - 트래비스 윌링햄
- 어벤저스: 지구 최강의 영웅들(2010) - 대사 없음
- 얼티밋 스파이더맨(2012) - 트래비스 윌링햄

### 비디오 게임
- 마블 얼티밋 얼라이언스(2006) - 피터 루리